# Kurt Reinhold
Kurt Reinhold (* 3. Januar 1922) war Fußballspieler in Wismar. Für die ZSG Anker Wismar spielte er 1949/50 in der ostdeutschen Oberliga, der höchsten Spielklasse des Deutschen Sportausschusses (DS).

## Sportliche Laufbahn
Seit 1942 wurde in der Ostseestadt Wismar Fußball auf Erstliganiveau gespielt. Zunächst war der TSV Wismar bis Kriegsende in der Gauliga Mecklenburg vertreten, eine der höchsten Fußball-Ligen im Dritten Reich. Bei den beiden Ostzonenmeisterschaften 1948 und 1949 drangen die SG Wismar Ost (1948) bzw. die SG Wismar Süd (1949) bis in das Viertelfinale vor. Als Mecklenburger Landesmeister von 1949 hatte sich die SG Süd gleichzeitig für die erste Saison 1949/50 der neu geschaffenen ostdeutschen Oberliga qualifiziert. Unter der neuen Bezeichnung ZSG Anker Wismar kämpfte die Mannschaft vom Saisonstart an um den Klassenerhalt, den man schließlich mit nur sechs Siegen aus 26 Punktspielen verspielte.
Einer der tragenden Kräfte der Wismarer war der 27-jährige Kurt Reinhold. Zwischen dem 2. und dem 26. Spieltag wurde er in allen Punktspielen aufgeboten. Dreizehnmal trat er als Stürmer an, in den übrigen Partien spielte er im Mittelfeld. Dreimal war er mit Toren erfolgreich, zweimal gegen Industrie Leipzig am 6. und am 21. Spieltag sowie am 24. Spieltag gegen Franz Mehring Marga. Sein letztes Pflichtspiel für die 1. Mannschaft der ZSG Anker absolvierte Reinhold am 17. Juni 1950. Die Wismarer hatten die Saison punktgleich mit der ZSG Altenburg Nord auf Platz 13 abgeschlossen. In einem Entscheidungsspiel um den Abstieg mussten beide Mannschaften noch einmal gegeneinander antreten. Vor 12.000 Zuschauern in Magdeburg unterlag Wismar mit Reinhold als halbrechten Stürmer mit 2:3.